# Robert Kiyosaki
Robert Toru Kiyosaki (8 april 1947) is een Amerikaans investeerder, zakenman, auteur van zelfhulpboeken en motivatiespreker. 
Kiyosaki is het meest bekend door zijn boekenreeks Rich Dad Poor Dad, een reeks van financiële zelfhulp- en motivatieboeken, en andere producten uitgebracht onder de naam Rich Dad. Hij heeft 17 boeken geschreven waarvan er gezamenlijk meer dan 26 miljoen exemplaren zijn verkocht.